# Lu lu đực
Lu lu đực hay còn gọi lù lù đực, cà lù, thù lu đực (tên gọi dễ nhầm lẫn với cây Tầm bóp, còn gọi là Lu lu cái), có danh pháp khoa học: Solanum nigrum là loài thực vật có hoa thuộc họ Cà, được Carl Linnaeus mô tả khoa học lần đầu năm 1753. Cây có nguồn gốc từ đại lục địa Á – Âu, được du nhập trồng ở cả châu Phi, Úc và Nam Mỹ. Các bộ phận của cây này có thể độc hại đối với gia súc và người, tuy nhiên lá ngọn non nấu chín có thể được sử dụng làm thực phẩm ở một số địa phương, hoặc được sử dụng như một phương thuốc cổ truyền.

## Mô tả
Lu lu đực là cây thân thảo hàng năm, mọc thẳng đứng có thể cao đến 70 cm. Cành lá và phần non có phủ lớp lông mỏng. Thân cành tròn hoặc hơi có khía cạnh. Lá đơn mọc cách. Phiến lá hình trứng hoặc trứng mũi mác, mép phiến lá có răng cưa thưa, kích thước phiến lá dài 2,5 – 7 cm và rộng 2 - 4,5 cm. Cuống lá dài từ 2 – 5 cm.
Cây trưởng thành ra hoa, hoa tự dạng chùm mọc từ nách lá, chùm hoa thường từ 3 bông hoa. Đài hoa gồm 5 cánh đài hình trứng dài 1,2 - 2,5 mm tồn tại theo hoa và quả, khi quả chín thì lá đài hơi uốn cong. Tràng hoa gồm 5 cánh màu trắng hoặc trắng phớt xanh, chiều dài của cánh tràng hoa từ 4 – 9 mm, thường gấp 1,5 - 3 lần chiều dài cánh đài hoa. Hoa có 5 nhị màu vàng, dài từ 1,5 - 2,5 mm. Cây thụ phấn nhờ côn trùng và ong bướm.
Quả khi chín có hình cầu, đường kính từ 6 – 8 mm, thường màu tím đen hoặc đen. Tại Ấn Độ có giống Lu lu đực được phát hiện quả chín có màu đỏ. Sau khi có quả lá dần ngả sang màu xanh nhạt rồi khô úa không sinh trưởng rồi tự chết.
Cây Lu lu đực đôi khi bị nhầm lẫn với loài độc hại hơn cùng nằm trong họ Cà, đó là loài Atropa belladonna, điểm khác biệt dễ nhận thấy nhất đó là loài cây độc hại chết người Atropa belladonna có quả đơn lẻ chứ không thành chùm như lu lú đực.

## Thành phần hóa học
Do có chứa hàm lượng alkaloid, đặc biệt là trong các quả non nên loài cây này thường được phân loại là một cây có độc, nhưng quả chín và ngọn lá non lại được dùng làm rau ở một số nơi. Tất cả các bộ phận của cây có chứa các alkaloid như: steroid, solanine, solasonine, solamargine, chaconine. Nồng độ các chất này là khác nhau và phụ thuộc vào điều kiện khí hậu thổ nhưỡng. Mặt khác nồng độ cũng thay đổi tùy thuộc vào độ tuổi của cây, điều này giải thích tại sao cùng một loại cây trồng lại vừa được khuyến cáo là có độc mà vẫn sử dụng được làm rau ở một số nơi. Trong lá tươi của cây có chứa axit ascorbic (một chất được sử dụng chủ yếu chống oxy hóa trong bảo quản thực phẩm).

## Phân bổ sinh thái
Phạm vi phân bố của loài bao gồm khu vực rộng lớn trên hầu hết các lục địa. Nguồn gốc địa lý của loài vẫn chưa xác định được chính xác nhưng người ta tin rằng chúng có nguyên xuất từ đại lục địa Á - Âu.
Lu lu đực được tìm thấy ở các vùng đất có độ cao từ 0 – 3000 m so với mực nước biển. Loài này cũng thích nghi đa dạng được với các điều kiện môi trường khác nhau, nhưng bị hạn chế ở môi trường khô hạn lâu ngày. Lu lu đực mọc ven đường, bãi hoang, ruộng vườn gần khu dân cư hoặc ven sông suối.
Cây có điều kiện nhiệt độ môi trường lý tưởng nhất là 20 - 30 oC, sinh trưởng của chúng bị hạn chế khi có nhiệt độ thấp hơn 15 oC hoặc cao hơn 35 oC. Điều kiện ánh sáng ưa thích của Lu lu đực là chu kỳ sáng 16 tiếng. Sản lượng hoa và quả bị ảnh hưởng đáng kể nếu cây chịu bóng.

## Hệ thống phân loại
Học giả người La Mã sống ở thế kỷ thứ nhất Gaius Plinius Secundus là người đầu tiên đã ghi chép về loài này. Năm 1732, nghiên cứu phân loại lần đầu được biết đến loài này là của Johann Jacob Dillenius. Đến năm 1753, Lu lu đực được chính thức mô tả khoa học với tên gọi Solanum nigrum bởi Carl von Linnaeus trong Species plantarum, trong công bố này ông cũng mô tả Lu lu đực với 6 loài phụ. Sau rà soát thì hiện nay chúng được công nhận có 2 loài phụ là:
- Solanum nigrum L. subsp. nigrum: có lông mượt ôm sát vào thân cành.
- Solanum nigrum L. subsp. schultesii (Opiz) Wessley: lông xù lên.

Phức hợp thực vật Lu lu đực còn gọi là Solanum L. section Solanum là nhóm loài đặc trưng bởi hoa màu trắng, quả hình cầu màu xanh lá cây hoặc đen được sắp xếp thành chùm, thân cành không có gai, biểu bì hoặc lông hình sao. Các loài Solanum trong nhóm này đôi khi bị nhầm lẫn với nhau về mặt trực quan do các dạng trung gian hoặc lai tạo giữa các loài, chúng có các nhiễm sắc thể dạng đa bội từ lưỡng bội (S.nigrum, S.scabrum) tới lục bội (S.americanum).

## Độc hại

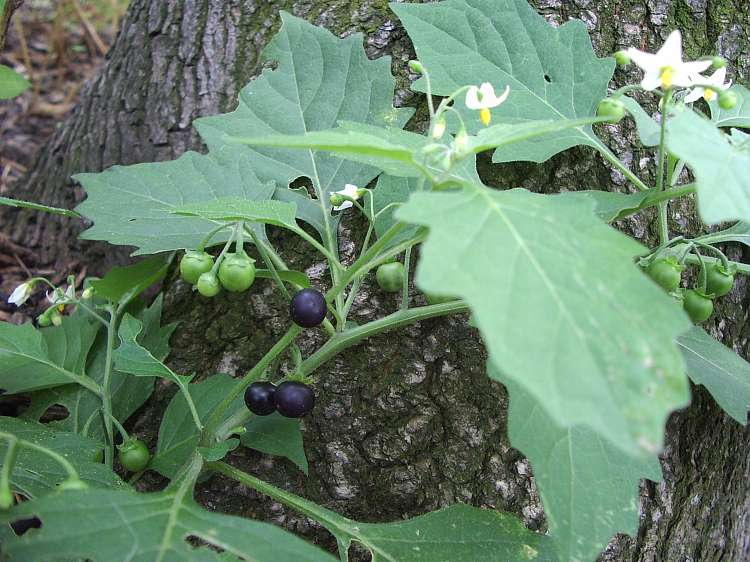
Lá, hoa và quả của S. nigrum

Nồng độ Solanine trong Lu lu đực có thể gây độc, đã có ghi nhận trẻ em bị chết vì ngộ độc sau khi ăn quả xanh của chúng. Tuy nhiên tử vong là trường hợp hiếm khi xảy ra khi ăn quả chín. Các triệu chứng ngộ độc thường xảy ra là: đau bụng, ói mửa và tiêu chảy. Triệu chứng ngộ độc thường kéo dài 6 - 12 tiếng sau khi ăn, có thể kèm theo sốt, lú lẫn và buồn ngủ. Tử vong khi ăn lượng lớn Lu lu đực có thể là do rối loạn nhịp tim và suy hô hấp. Tất cả các loài động vật đều có thể bị nhiễm độc khi ăn chúng vào ban đêm. Chất độc trong Lu lu đực thường tập trung ở quả non, hầu hết các trường hợp ngộ độc thường được nghi ngờ là do quả non và lá.
Kinh nghiệm sử dụng làm rau của nhiều nơi trên thế giới cho thấy rằng để loại bỏ độc tố trong ngọn lá non thì nên luộc qua nước sôi trước khi sử dụng.

## Sử dụng

### Dùng làm rau
Lu lu đực có vị hơi đắng. Mặc dù được xếp vào loài cây có độc nhưng Lu lu đực được sử dụng làm thực phẩm từ rất sớm. Ở nạn đói của Trung Quốc thế kỷ 15 thì nông dân đã dùng chúng như là loại rau cầm cự qua ngày. Ở nhiều nước châu Á thì ngọn lá non khi được luộc sôi kỹ thì dùng như là một loại rau sống, sau bina. Ở nước ta, lu lu đực dùng làm rau chế biến thành món ăn như luộc, xào với tỏi.
Ở Ấn Độ, quả mọng chín cũng được ăn, nhưng không ăn nhiều và không dùng cho mục đích thương mại.
Ở Ghana, quả xanh còn được dùng cho các món hầm.
Nhiều nơi trên thế giới có truyền thống sử dụng Lu lu đực làm thực phẩm, nhưng đều có điểm chung là tất cả các món ăn đều đã qua sử dụng nhiệt để chế biến làm phân hủy các chất độc.

### Dùng làm thuốc
Lu lu đực có lịch sử lâu dài dùng làm thuốc. Nước ép tươi từ cây có thể được dùng cho các bệnh ngoài da hoặc rửa vết loét. Quả chín mọng được dùng để hạn chế tác dụng nhuận tràng và kích thích sự thèm ăn.
Trong y học cổ truyền của Việt Nam và Trung Quốc thì Lu lu đực được coi là chất kháng sinh, kháng viêm, hỗ trợ điều trị viêm gan, lợi tiểu và hạ sốt.
Lu lu đực được cho là có chứa solasonine (glycoalkaloid steroid có thể được sử dụng để bào chế 16-DPA). Nguồn thương mại có thể có được từ nuôi cấy rễ biến đổi của loài này.

## Trồng trọt
Lu lu đực được trồng như là cây thực phẩm ở nhiều nơi. Lá và ngọn non ăn được sau khi nấu sôi.

## Xâm lấn
Lu lu đực được báo cáo và xếp vào nhóm cỏ dại lấn át cây trồng ở 61 quốc gia.